# Аида (имя)
Аи́да — женское имя. Производные формы: Аидка, Ида, Идуся, Дуся, Ада, Ая. Получило распространение в европейских языках благодаря опере Джузеппе Верди «Аида».

## Происхождение и значение
Предположительно, имя Аида (в оригинальной французской орфографии Aïda) было изобретено французским египтологом Огюстом Мариетом, которым была предложена сюжетная основа для либретто одноимённой оперы Верди. В письме Камилю дю Локлю от 27 апреля 1870 Мариет писал:

Пусть вас не смущает название. Аида — египетское имя. Правильно его следовало бы передать как Аита. Но такое имя было бы слишком грубым, и певцы неизбежно смягчили бы его до Аида.

В известных на сегодня древнеегипетских текстах это имя или какие-либо его эквиваленты непосредственно не встречаются. Однако, по версии американского искусствоведа Джона Соломона, оно могло быть образовано Мариетом от Аэта, гипотетического женского варианта имени Аэт (др.-греч. Ἀετός; это имя было определённо известно Мариету из греческой части надписи на Розеттском камне, где упоминается жрец Аэт, сын Аэта). 
В Европе имя Аида впервые прозвучало в одноимённой опере итальянского композитора Джузеппе Верди. 
Наряду с этим, существует мнение, что данное имя имеет арабское происхождение. Действительно, в современном арабском языке существует женское имя Аида (عَائِدَةُ [ʕaːʔida(tu)]). Грамматически оно представляет собой причастие действительного залога женского рода от глагола عَادَ [ʕaːda] «посещать», «навещать», «возвращать(ся)» и означает «гостья», «возвращающаяся», а также «польза», «выгода», «вознаграждение».
Кроме того, происхождение имени Аида возводят к африканским языкам: на языке игбо Ада означает «первая дочь», на языке йоруба элемент Adé в именах означает «королевская власть», на языке суахили ada (заимствование из арабского) — «награда».
Омонимичное имя Айда существует и в японском языке (間).
Также имя Аида распространено в казахском языке.

## Именины
Именины 31 августа в честь святого Аидано в Италии и 28 июля и 2 января в Польше.